# Патуљак
Патуљак у српској митологији означава веома малог човјека, који своје физичке недостатке надокнађује изузетном домишљатошћу и лукавством. Он је сушта супротност дивовима. Као таквог познају га и остали словенски народи, а присутан је и у скоро свим свјетским митологијама. Срби патуљка углавном познају из приповјетки као што је она да је Бог прво створио патуљке, али на приговор Светог Петра да од њих нема никакве користи, одлучи да створи и дивове. Пошто су се и они показали као потпуно бескорисни Бог коначно створи људе који нису били ни једни ни други. По неким предањима патуљци живе у језерима и ријекама, а у нашем народу је познато вјеровање у дунавског воденог духа. У другим могу да се претварају у жабе, а приписују им се и магичне моћи.